# Spinneneters
De spinneneters (Mimetidae) zijn een familie van spinnen bestaande uit 156 soorten in 13 geslachten. Ze komen op alle werelddelen voor, behalve Antarctica. Spinneneters zijn gespecialiseerd in het jagen op andere spinnen, vooral wielwebspinnen, kogelspinnen en verwante families. Deze worden verschalkt in hun eigen web. Alhoewel spinneneters soms ook insecten eten, is hun gif in het bijzonder geschikt om andere spinnen snel te doden. De eiercocons worden opgehangen aan een draadje, en kunnen in de nazomer worden gevonden.
Spinneneters kunnen onderscheiden worden van andere spinnen door het typische patroon van stekels op de eerste twee poten.

## Geslachten
- Arocha Simon, 1893
- Arochoides Mello-Leitão, 1935
- Australomimetus Heimer, 1986
- Ermetus Ponomarev, 2008
- Ero C. L. Koch, 1836
- Gelanor Thorell, 1869
- Gnolus Simon, 1879
- Kratochvilia Strand, 1934
- Melaenosia Simon, 1906
- Mimetus Hentz, 1832
- Oarces Simon, 1879
- Phobetinus Simon, 1895
- Reo Brignoli, 1979

In Nederland kennen we vier soorten.

## Taxonomie
- Lijst van spinneneters

## Soorten in België
- Ero aphana (Vierspitsspinneneter) - (Walckenaer, 1802)
- Ero cambridgei (Cambridges spinneneter) - (Kulczyński, 1911)
- Ero furcata (Gevorkte spinneneter) - (Villers, 1789)
- Ero tuberculata (Grote spinneneter) - (De Geer, 1778)